# Madame de Maintenon

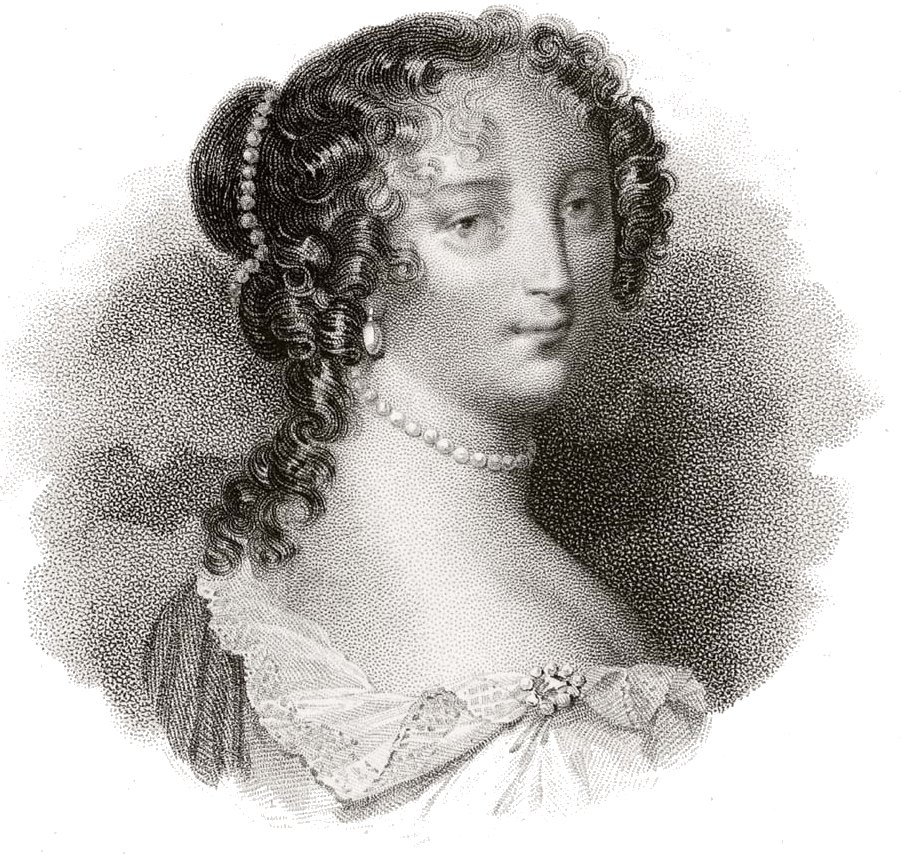
Markýza Françoise de Maintenon

Madame de Maintenon, původním jménem Françoise d'Aubigné, provdaná Madame Scarron, posléze markýza de Maintenon (28. listopad 1635, Niort, Francie – 15. duben 1719, Saint-Cyr), byla vychovatelkou nelegitimních dětí francouzského krále Ludvíka XIV., které měl s Madame de Montespan. Později se stala královou milenkou a rádkyní, a po jeho ovdovění s největší pravděpodobností také druhou manželkou. Přísně utajený sňatek se měl uskutečnit někdy v letech 1683 nebo 1684.

## Dětství
Narodila se jako Françoise d'Aubigné uvnitř zdí vězení v Niortu. Její otec Constant d'Aubigné náležel k drobné šlechtě v Poitou a byl synem básníka a jednoho z čelných představitelů francouzských hugenotů Agrippy d'Aubigné. Constant d'Aubigné vedl dobrodružný život, opakovaně se ocital ve vězení a jeho otec ho nakonec vydědil. V roce 1627 se Constant d'Aubigné oženil s dcerou ředitele věznice, mladičkou Jeanne de Cardilhac. Ve věznici si právě odpykával další trest. Jeanne svého nezvedeného manžela milovala, měla s ním nejprve dva syny a věrně ho následovala během dalšího vězeňského trestu – tehdy se jim 28. listopadu 1635 v budově vězení v Niortu narodila dcera Françoise. Stejně jako její dva starší bratři byla i Françoise svěřena do výchovy své protestantské tety Luise-Arthémise de Villet a následujících sedm let strávila na jejím zámku Mursay. V roce 1642 si rodiče své děti vyzvedli, odvezli do Paříže a odtud v roce 1645 na ostrov Marie-Galante v Malých Antilách, kde měl Constant d'Aubigné převzít úřad guvernéra. Po strastiplné cestě přes oceán, při němž malá Françoise málem zemřela, dorazila rodina na ostrov, kde se následně zjistilo, že úřad guvernéra je již obsazený. Rozlícený Constant d'Aubigné se vrátil do Francie, zde zřejmě se stížností nepochodil a vydal se na cestu do Turecka, během níž však náhle zemřel v roce 1647 v Orange.
Po dvou tvrdých letech pobytu na Malých Antilách se chudá vdova se třemi dětmi vrátila zpět do Francie. Cítila se fyzicky i psychicky vyčerpaná a své dvě děti (syn Constant mezitím zemřel) předala opět do péče své švagrové na zámku Mursay. Françoise byla šťastná, že může žít znovu u milované tety a nemusela nadále snášet přísně katolickou a nelaskavou výchovu své matky. Brzy se ale přihlásila další příbuzná, prateta z matčiny strany, a vznesla nárok na výchovu malé Françoise. Tato příbuzná, paní de Neuillant, dvorní dáma královny-matky, regentky Anny Rakouské, nesnesla pomyšlení, že její praneteř je vychovávána v protestantském duchu a nechala ji přemístit do kláštera k uršulinkám v Niortu. Odmítla ale za její pobyt v klášteře zaplatit a tak Françoise po čase putovala přímo do domu paní de Neuillant v Paříži. Zde žila v ponižujícím postavení chudé příbuzné, stala se přesvědčenou katoličkou a ve všem na slovo poslouchala paní de Neuillant, na níž byla finančně závislá.

## Paní Scarronová

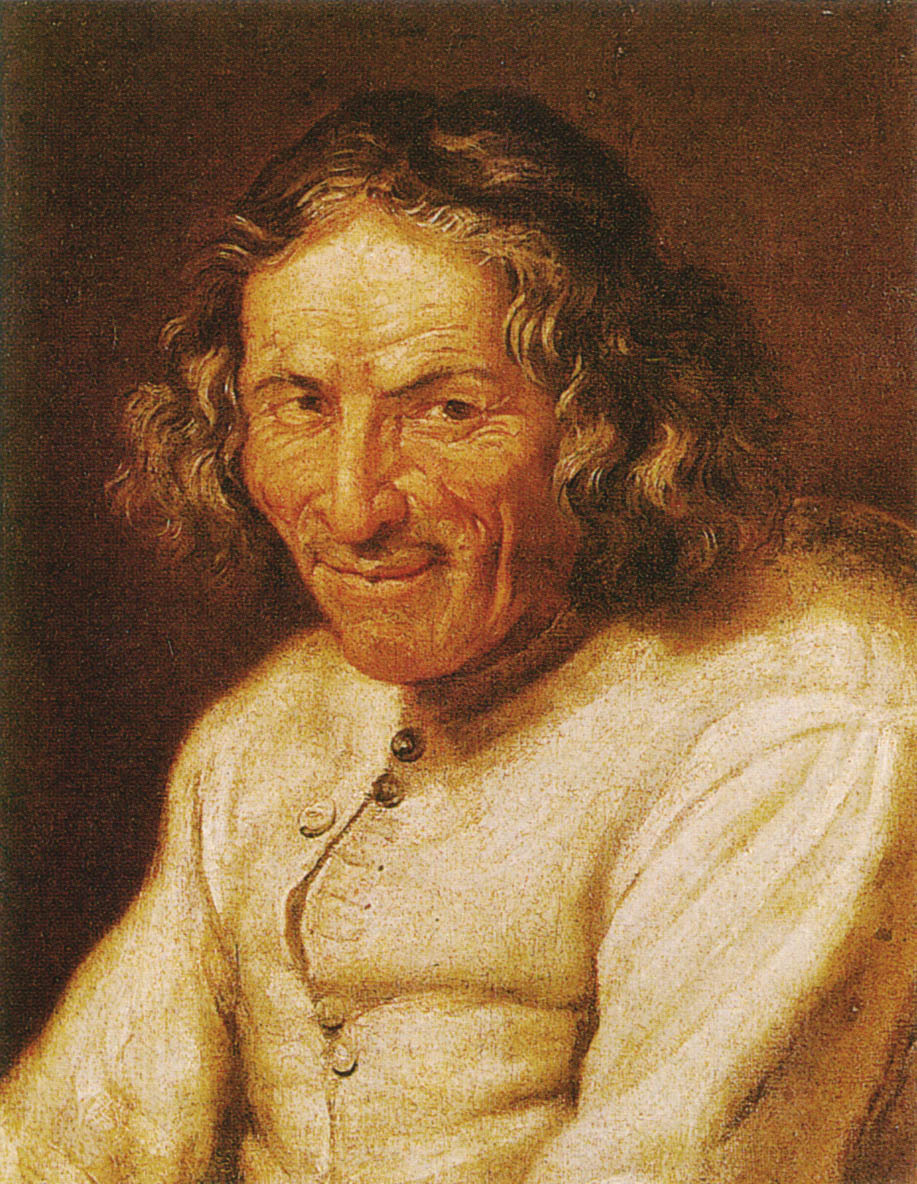
Paul Scarron, první manžel Françoise

Ve svých šestnácti letech se Françoise seznámila s proslulým básníkem Paulem Scarronem, oblíbencem panstva z nejvyšších společenských kruhů. Tento muž byl v Paříži považován za jakousi kuriozitu – duchaplný, vtipný, úspěšný literát, ale fyzicky postižený, bez možnosti vlastního pohybu, groteskně pokroucený a upoutaný na kolečkové křeslo. Scarronovi se podařilo získat si důvěru mladé, krásné a inteligentní Françoise a mezi ní a básníkem postupně vznikl silný duševní vztah. V roce 1652 se tak šestnáctiletá dívka provdala za o 25 let staršího, ochrnutého Paula Scarrona. Zda bylo manželství naplněno po tělesné stránce, není tolik důležité, podstatným faktem zůstává, že Scarron tímto sňatkem zachránil Françoise před smutným životem v klášteře nebo v chudobě. Svou mladou ženu učil španělsky, italsky i latinsky a vzdělával ji i v otázkách všeobecných. V domě jejího manžela se pravidelně setkávali duchaplní hosté ze šlechtických kruhů a Françoise si mezi nimi brzy našla celou řadu přátel a obdivovatelů. Po osmi letech manželství Paul Scarron zemřel a Françoise se znovu ocitla v těžké životní situaci, bez rodiny, bez majetku a s povinností splácet dluhy, které po jejím manželovi zůstaly. Najmula si pokoj v klášteře a odevzdala se osudu. Vlivní přátelé však dělali vše pro to, aby se její životní úděl zlepšil, a tak král Ludvík XIV. udělil vdově Scarronové rentu dostatečnou k životu. Françoise opustila klášter, najala si dům a přijmula komornou. Navázala vztah s Louisem de Mornay, markýzem de Villarceaux. Po několika letech, v roce 1664, se s ním rozešla, když on odmítl s ní uzavřít sňatek, po němž Françoise toužila. Přes své přátele, markýze d'Albret a jeho manželku, se Françoise seznámila s milenkou krále Ludvíka XIV., Madame de Montespan. Françoise udělala na Madame de Montespan velký dojem svou skromností, vzděláním a inteligencí, proto jí markýza nabídla možnost stát se vychovatelkou nemanželských dětí, které měla s králem Ludvíkem XIV.

## Vychovatelka
Françoise Scarronová v roce 1670 bez váhání přijímá delikátní úkol a v přísném utajení pečuje o královy levobočky. Po narození druhého králova dítěte je zakoupen dům ve Vaugirard, kde vychovatelka s dětmi žila celé dny. Francoise byla skromná, diskrétní, mlčenlivá a svěřené děti milovala, takže král i jeho milenka byli s jejími službami velmi spokojeni. V následujících letech se narodilo dalších pět dětí. Král Ludvík XIV. své manželské i nemanželské děti nesmírně miloval a pečoval o jejich blaho. Dům ve Vaugirard často navštěvoval. Zpočátku mu vychovatelka Françoise osobně příliš sympatická nebyla, ale rychle změnil názor, když jednoho dne neohlášen vstoupil nečekaně do domu a sledoval láskyplnou péči, kterou byly jeho děti zahrnuty. Klid, láska a bezpečí, které tu panovalo, udělaly na Ludvíka XIV. obrovský dojem.

## Na královském dvoře
Koncem roku 1673 uznal král Ludvík XIV. své – tehdy tři – nemanželské děti s Madame de Montespan za legitimní a přijal je na dvoře v Saint-Germain-en-Laye. S nimi přišla i jejich vychovatelka, které ale dvorský život k srdci nepřirostl. V té době došlo ohledně výchovy dětí k prvním vážnějším neshodám s madame de Montespan, která své děti rozmazlovala, krmila je sladkostmi a nechávala je vzhůru dlouho do noci, což zcela odporovalo výchovným metodám Françoise Scarronové. Madame de Montespan viděla ve Françoise podřízenou osobu, k níž se dosud chovala přátelsky, nyní k ní ale zaujala povýšenecký postoj, na veřejnosti ji slovně ponižovala a veškeré její námitky považovala za urážku své osoby. Vztah mezi paní de Montespan a vychovatelkou se stále více zhoršoval, zatímco král byl s jejími službami naopak velmi spokojen a její rozvážné, klidné a zdrženlivé vystupování na něj působilo dobře. Vychovatelku svých dětí bohatě odměňoval, a tak si v roce 1674 zakoupila zámek Maintenon nedaleko Versailles, kde jí vlastnictví okolních pozemků mělo zajistit příjem na stáří. Vzájemná náklonnost mezi králem a Françoise postupně narůstala, čehož si ale Madame de Montespan vůbec nepovšimla. Nikdy by ji ani nenapadlo, že by mezi králem a málo urozenou vychovatelkou, které už navíc táhlo na čtyřicátý rok života, vůbec něco jako vztah či láska mohlo vzniknout.

## Markýza de Maintenon
V roce 1675 král zcela nečekaně povýšil vdovu Françoise Scarronovou na markýzu de Maintenon, čímž se jí odvděčil za její služby a zároveň tím zamezil dalšímu ponižování této ženy u dvora. Královo rozhodnutí vyvolalo údiv a objevily se první spekulace o tom, že král a Françoise, nyní markýza de Maintenon, jsou milenci. S největší pravděpodobností to v té době ještě pravda nebyla, jelikož za oficiální favoritku stále platila paní de Montespan. Není jisté, kdy přesně podlehla diskrétní markýza de Maintenon svodům krále, zřejmě to bylo někdy mezi lety 1676 a 1680. V roce 1678 král ukončil svůj vztah s Madame de Montespan a navázal milostný poměr s Marie-Angélique de Scorailles, vévodkyní de Fontanges, která však brzy nato ve věku 19 let zemřela. Královy city k markýze de Maintenon se prohlubovaly, denně ji navštěvoval, vedl s ní dlouhé hovory a často ji žádal o radu. V roce 1680 už král zahrnul markýzu de Maintenon svou přízní a poctami zcela nepokrytě, takže všem u dvora bylo jasné, že právě tato žena je nástupkyní Madame de Montespan. Markýzu de Maintenon jmenoval král do úřadu třetí dámy dvora (dame d'atours), čímž ji zbavil dosavadní služby a osvobodil od podřízenosti na Madame de Montespan. U dvora nepřišli zkrátka ani blízcí přátelé markýzy de Maintenon a ona se jim tak konečně mohla odvděčit za vše dobré, co pro ni kdy učinili. Markýza nezpychla, chovala se dál skromně, uměřeně, důstojně a zdrženlivě, takže u většiny dvorské a prostopášné šlechty příliš oblíbená nebyla. Přiměla také svého milence Ludvíka XIV. k tomu, aby se opět sblížil se svou manželkou, za což jí byla královna vděčná. Rodinná pohoda netrvala dlouho, v roce 1683 královna Marie Tereza zemřela, což se krále nijak zvlášť nedotklo. Ludvík XIV. měl tehdy 45 let, byl zdravý a plný života, následnictví v zemi bylo zajištěno, jelikož králův syn měl už tehdy dva mužské potomky. Král se tak ocitl v situaci, kdy mohl zcela svobodně volit další životní partnerku podle svých osobních sympatií, bez ohledu na dynastické zájmy.

## Utajený sňatek
Někdy v roce 1683 nebo 1684 Ludvík XIV. údajně uzavřel přísně utajený morganatický sňatek s Françoise, markýzou de Maintenon. O sňatku není znám žádný písemný důkaz, ale většina historiků se dnes shoduje na tom, že k němu skutečně došlo. Obřad proběhl dle dochovaných svědectví v noci a věděli o něm jen ministr Louvois, králův zpovědník La Chaise, králův komorník Bontemps a pařížský arcibiskup François Harlay de Champvallon. Z osob blízkých markýze byli pravděpodobně do tajemství zasvěceni markýz a markýza de Montchevreuil, komorná markýzy Nanon Balbien, markýzin zpovědník abbé Gobelin a její bratr Charles d'Aubigné. Svatba zřejmě proběhla právě na popud obou zpovědníků – králova a markýzy de Maintenon s přispěním vlivného biskupa Bossueta, jelikož církev viděla v tomto sňatku možnost, jak vymanit krále z nemanželského vztahu. Reprezentativní úlohy nedávno zesnulé královy manželky přijala u dvora oficiálně manželka následníka trůnu, v nejužší rodině však nikdo nepochyboval o tom, že skutečnou paní domu je markýza de Maintenon. Král jí poskytoval veškerá privilegia náležející královnám a ona projevovala sebevědomě svou autoritu. Měla vliv na obsazování královských úřadů a řešila veškeré rodinné záležitosti. Na její popud povýšil král své nemanželské syny na roveň princům z královské krve, a zajistil jim tak případné následnictví trůnu. Nemanželské dcery pak byly výhodně provdány. Markýza se tak ještě jednou postarala o budoucnost všech dětí, které jí byly kdysi svěřeny do výchovy. Stejnou velkorysost projevila samozřejmě i vůči svým příbuzným a postarala se o kariéru svého bratra i dalších členů rodiny.

## Po boku krále
Markýza de Maintenon trávila většinu času na dvoře ve Versailles, který však nenáviděla. Příčila se jí frivolnost a nemravnost dvořanů, zcela cizí její skromné, důstojné, hrdé a zbožné povaze. Madame de Maintenon nebyla nikdy středem pozornosti na plesech a zábavách, nehrála karty, vlasy nosila svázané do uzlu, k dvořanům se chovala zdrženlivě až chladně. Ludvík XIV. našel v markýze de Maintenon ideální partnerku pro zralý a pozdní věk svého života a panování. Markýza s ním sdílela jeho smysl pro povinnost a podporovala jeho snahu o maximální slávu před Bohem i před světem. Odpočinek nacházela občas pouze na zámku v Marly, kde žila s králem v soukromí a nemusela dodržovat dvorskou etiketu. Nikdy nezapomněla na své nepříliš veselé dětství a mládí a její sociální cítění se projevilo v roce 1684, kdy založila v Noisy ústav pro 250 zchudlých šlechtických dívek. V roce 1686 otevřela další podobné zařízení v Saint-Cyr-l'École. Po boku krále Ludvíka XIV. prožila více než třicet let a král ji miloval a ctil až do konce života. Jejich partnerství se nakrátko ocitlo v krizi jen v roce 1689, kdy se markýza stala obdivovatelkou abbého Françoise de Salignac de La Mothe-Fénelona, zastánce náboženského směru zvaného kvietismus. Abbé odsuzoval přepych a hříšnost dvora a vyzýval ke změně vládnoucího systému a omezení královské moci, což samozřejmě Ludvíka XIV. pobouřilo a rozhněvalo. Markýza se od abbého včas odvrátila, omluvila se králi za svou dočasnou přízeň tomuto buřiči a bylo jí odpuštěno.

## Pozdní léta života
Markýza prožila po boku Ludvíka XIV. také poslední a nejtěžší léta jeho života. Léta, kdy probíhala válka o španělské dědictví, která zemi finančně i hospodářsky vyčerpala. Prožila s ním i krutou zimu 1708–1709, která způsobila hladomor a ještě prohloubila už tak děsivou bídu obyvatel. V roce 1711 pak zemřel syn Ludvíka XIV., následník trůnu Ludvík, Velký Dauphin. Zanedlouho zemřel další následník, vnuk Ludvíka XIV. Ludvík Burgundský i se svou manželkou a vzápětí také jejich pětiletý syn. Roku 1714 král oželel dalšího člena rodiny, vnuka, vévodu z Berry. Pod tíhou všech těchto smutných událostí a pod vlivem své milované markýzy de Maintenon se z krále stal v závěru života hluboce věřící, kajícný a zbožný člověk. Po smrti krále Ludvíka XIV. v roce 1715 se markýza de Maintenon odebrala do Saint-Cyr-l'École, rozdala své šperky a šatstvo, žila skromně a věnovala se výchově svěřenek ústavu, který tu před lety založila. Zemřela 15. dubna 1719 ve věku 83 let.